# Pokora
Pokora – cnota moralna, która w ogólnym rozumieniu polega na uznaniu własnej ograniczoności, niewywyższaniu się ponad innych i unikaniu chwalenia się swoimi dokonaniami.
Psychiatra, Gerard J. M. van den Aardweg uważa: „Pokora jest warunkiem uzyskania dojrzałości duchowej oraz psychicznej”.
W ujęciu humanistycznym pokora jest bardziej stanem ducha, postawą życiową wyrażającą przekonanie na temat otaczającego nas świata, jak również ogółu istot go zamieszkujących. Może stanowić punkt odniesienia do naszych działań lub przemyśleń. W rozumieniu psychologicznym pokora może dawać oparcie: jestem pokorny, a zatem uznaję, że wszyscy ludzie są równi i podlegają tym samym prawom. Pokora w sensie filozoficznym jest uznaniem ludzkich ograniczeń; ciała i umysłu. Ale także nadrzędnej roli człowieka w świecie przyrody, nakładającym na niego prawa i obowiązki.

## W Biblii
Pokora w Piśmie Świętym to postawa, stan umysłu wobec Boga i ludzi, jest przeciwieństwem pychy.

### W chrześcijaństwie
W chrześcijaństwie cnota ta nabiera znaczenia w odniesieniu do Boga. Polega na uznaniu swoich grzechów i Boga jako źródła pochodzenia wszelkiego dobra. Jest uważana za fundament pozostałych cnót ludzkich i nadprzyrodzonych.
Dla chrześcijanina więc pokora to prawda o sobie i o Bogu. 

Pan Bóg tak lubi pokorę, bo sam jest prawdą najwyższą, a pokora niczym innym nie jest, tylko chodzeniem w prawdzie

Pokora polega na uniżeniu ludzkiego ducha przed Bogiem. Pojawia się wówczas, gdy uznaje się w sercu i potwierdza życiową postawą, że Bóg jest wszystkim, że z samego siebie człowiek nic nie może.

Głupotą jest wykonywanie uciążliwej pracy, aby być podziwianym; zachowywanie przykazań Bożych w męczącym wysiłku tylko po to, aby otrzymać ziemską nagrodę. Kto przez praktykowanie cnót chce uzyskać dobra ziemskie, jest jak człowiek, który sprzedaje kosztowny przedmiot za drobne grosze. Mógł zdobyć Niebo, a zadowala się przemijającą pochwałą...

Prawdziwej pokorze towarzyszą pewne znaki: radość, pokój, cichość i moc. Objawami fałszywej pokory są: zniechęcenie, rezygnacja z ćwiczenia się w cnotach, nieustanny niepokój serca i brak przebaczania sobie popełnionych błędów.
Jak pisze Faustyna Kowalska w swoim Dzienniczku: 

Jak można się podobać Bogu, kiedy pycha i miłość własna rozsadza i pokrywa się, że stara się o chwałę Bożą, a tu tymczasem idzie o chwałę własną. Kiedy to spostrzegam, bardzo mnie to boli.